# Laminacauda diffusa
Laminacauda diffusa är en spindelart som beskrevs av Alfred Frank Millidge 1985. Laminacauda diffusa ingår i släktet Laminacauda och familjen täckvävarspindlar. Inga underarter finns listade i Catalogue of Life.